# 馬鞍山海濱長廊

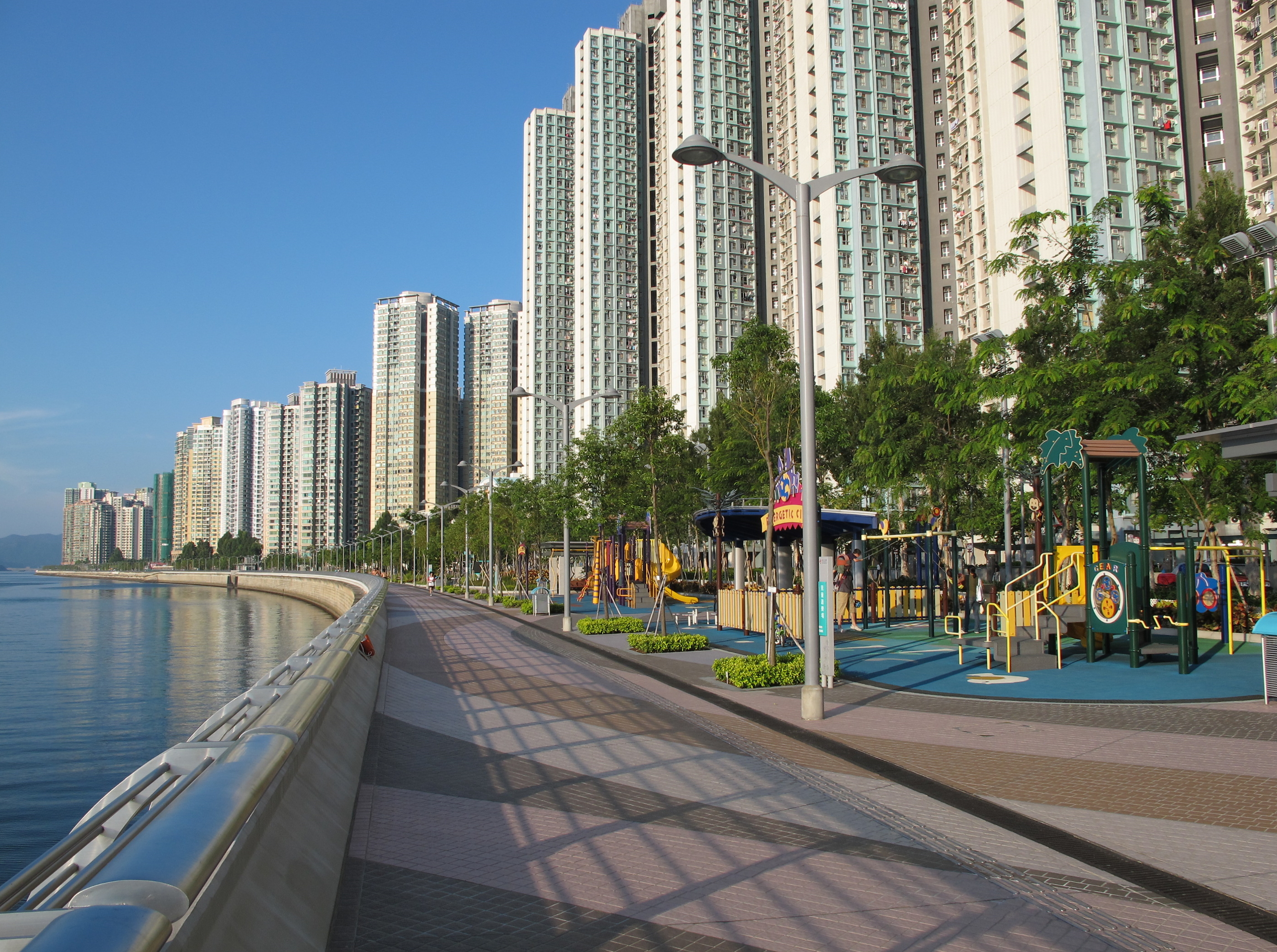
馬鞍山海濱長廊南部

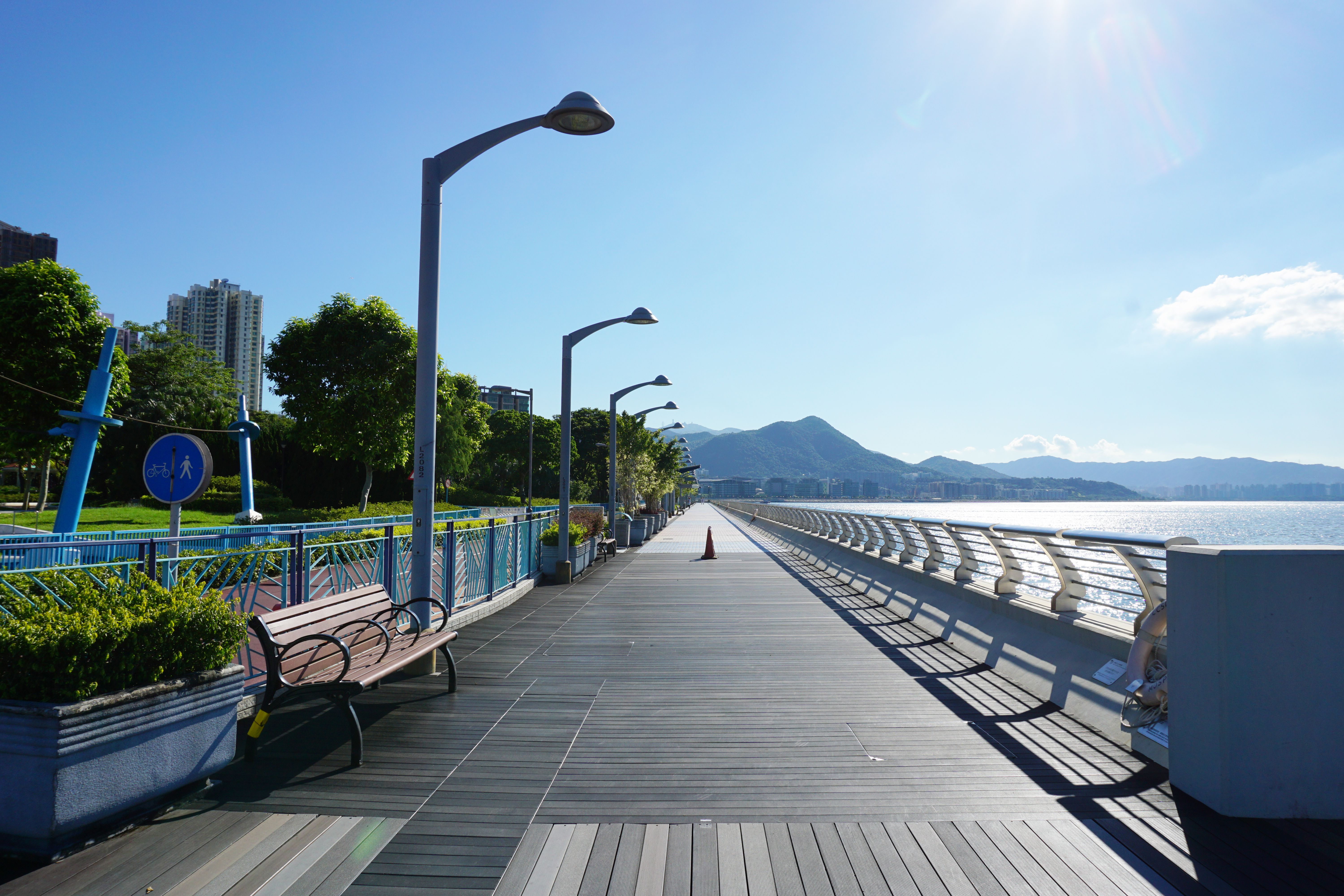
馬鞍山海濱長廊北部

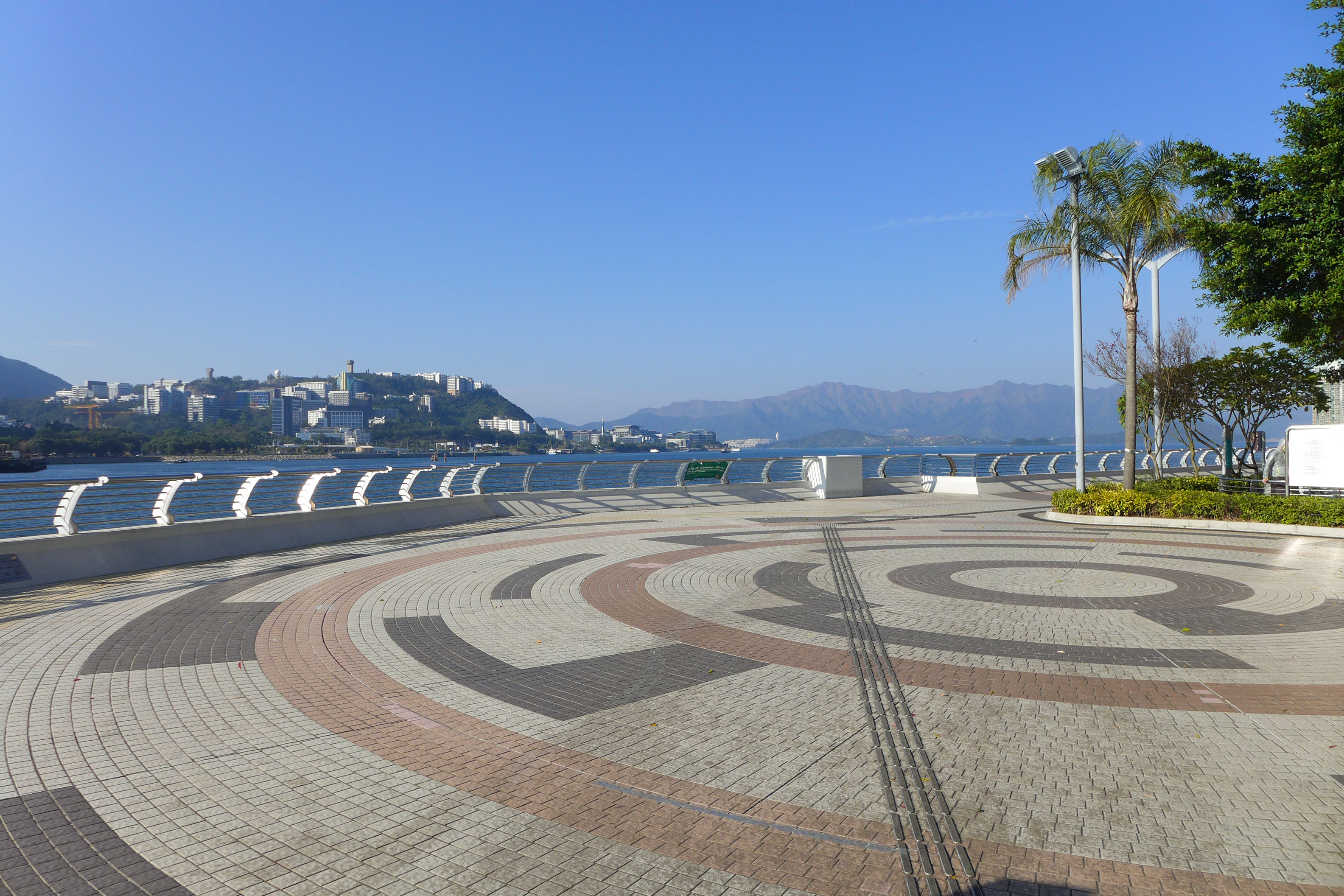
馬鞍山海濱長廊盡頭的太極場

馬鞍山海濱長廊（英語：Ma On Shan Promenade）是一處位於新界馬鞍山西北海濱地帶的公眾休憩用地。由香港政府建築署耗資約2億530萬港元分三期興建，長廊面積約為5.2公頃，是一幅長3.2公里的狹長帶狀土地，由馬鞍山第100區馬鞍山公園伸展至第77區錦泰苑，是沙田區內第二條大型海濱長廊及康樂及文化事務署首座設有環境保護設施的公園。馬鞍山海濱長廊正式開幕禮原定於2010年10月11日舉行，但是因為天雨關係，順延至10月18日舉行。

## 歷史

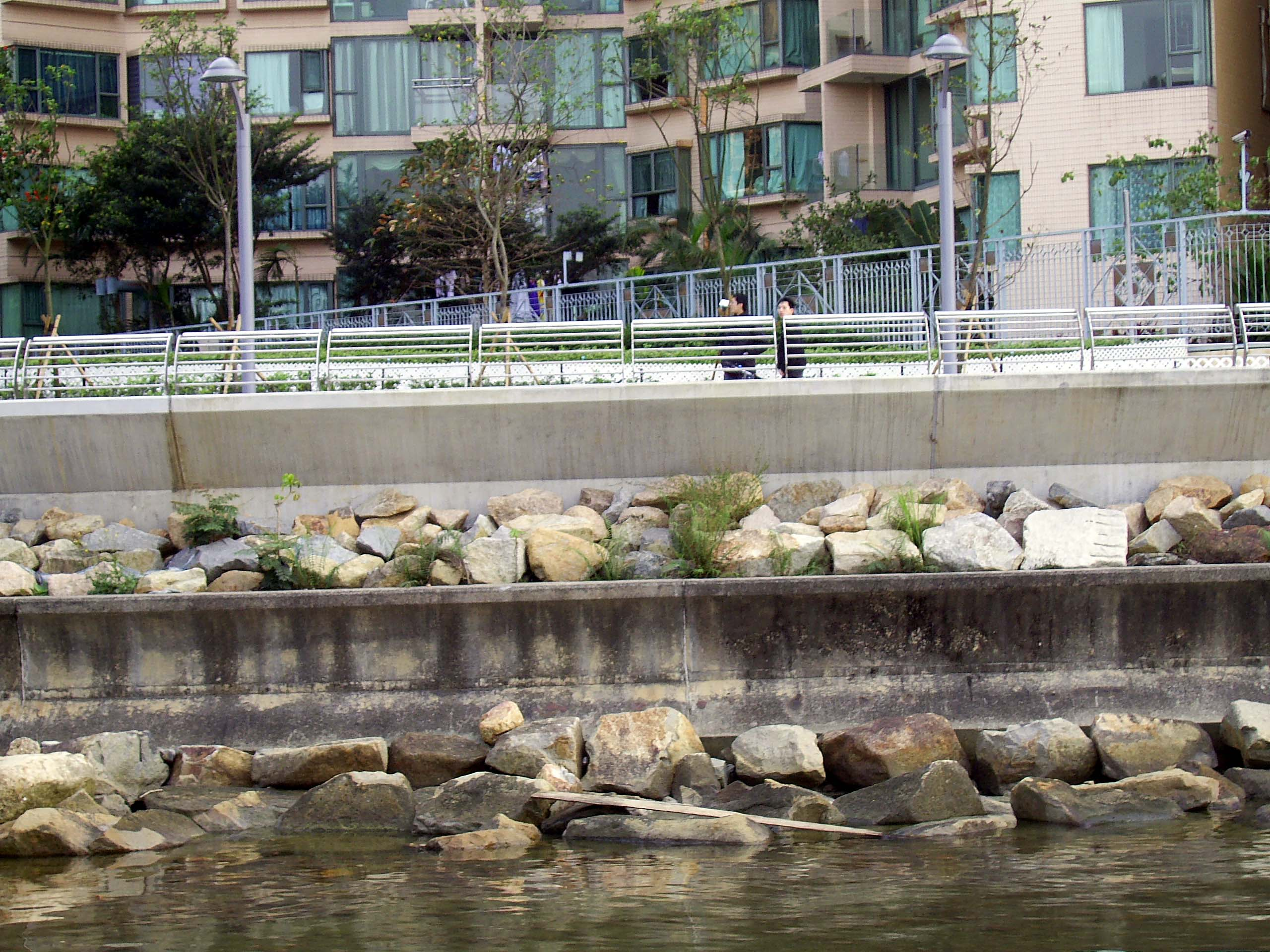
升高的新建海堤

馬鞍山海濱長廊是前區域市政局遺留下來的康樂及文化設施計劃，2001年1月康文署就兩個前臨時市政局遺下的工程作出跟進，以配合區內整體發展。同年11月特首在施政報告中表示加速推行64項康樂文化設施基本工程，其中包括馬鞍山海濱長廊。原定於2003年動工興建，但香港政府因財務問題而一度被迫無限期擱置興建。
馬鞍山人口預計到2015年將會增至220,200，參考《香港規劃標準與準則》，以馬鞍山的人口計算，應提供的公眾休憩用地約為44公頃，雖然馬鞍山區內於2006年已約有45公頃公眾休憩用地，包括由房屋署提供的約27公頃鄰舍休憩用地，但政府在研究發展新的文康設施工程計劃時，考慮到沙田區議會的意見、社區不斷改變的需求和現有設施的使用率，因應沿馬鞍山的海濱範圍並無長廊設施，擬議海濱長廊有助進一步改善這個新市鎮內公眾休憩用地的供應情況。
馬鞍山海濱長廊工程計劃是2005年1月《施政報告》列為優先推行的25項工程計劃之一，建築署在2005年10月將工程計劃提升為乙級，並委聘顧問在2006年5月進行地形測量工作及詳細設計；6月29日民政事務局就海濱長廊的擬議設計諮詢沙田區議會轄下文化、體育及社區發展委員會，獲區議員大力支持，並促請早日施工；11月14日民政事務局提交資料文件予立法會民政事務委員會傳閱，向工務小組委員會提交撥款申請，委員沒有異議；建築署署長於2006年12月建議將馬鞍山海濱長廊提升為甲級工程計劃，並獲民政事務局局長支持。主要建築工程由中國港灣工程有限責任公司（China Harbour Engineering Company Limited）以1億4,600萬港元投得承建。
首先在2007年5月展開瑞泰路至馬鞍山公園一段的海堤提升工程，工程於2008年5月至9月期間完成。為加快進行工程計劃，採取分階段進行海濱長廊建造工程。第1階段建造工程由錦泰苑至瑞泰路，該處無須進行海堤提升工程。第2階段由瑞泰路至恆輝街（迴旋處）和由迎濤灣至馬鞍山公園；而第3階段則包括餘下由恆輝街（迴旋處）至錦豐苑。第1階段工程在2007年9月展開，在2009年5月竣工。為配合海堤提升工程的竣工時間，分別於2008年6月和10月展開第2和第3階段建造工程，並分別在2009年12月和2010年5月完成工程。

## 設施

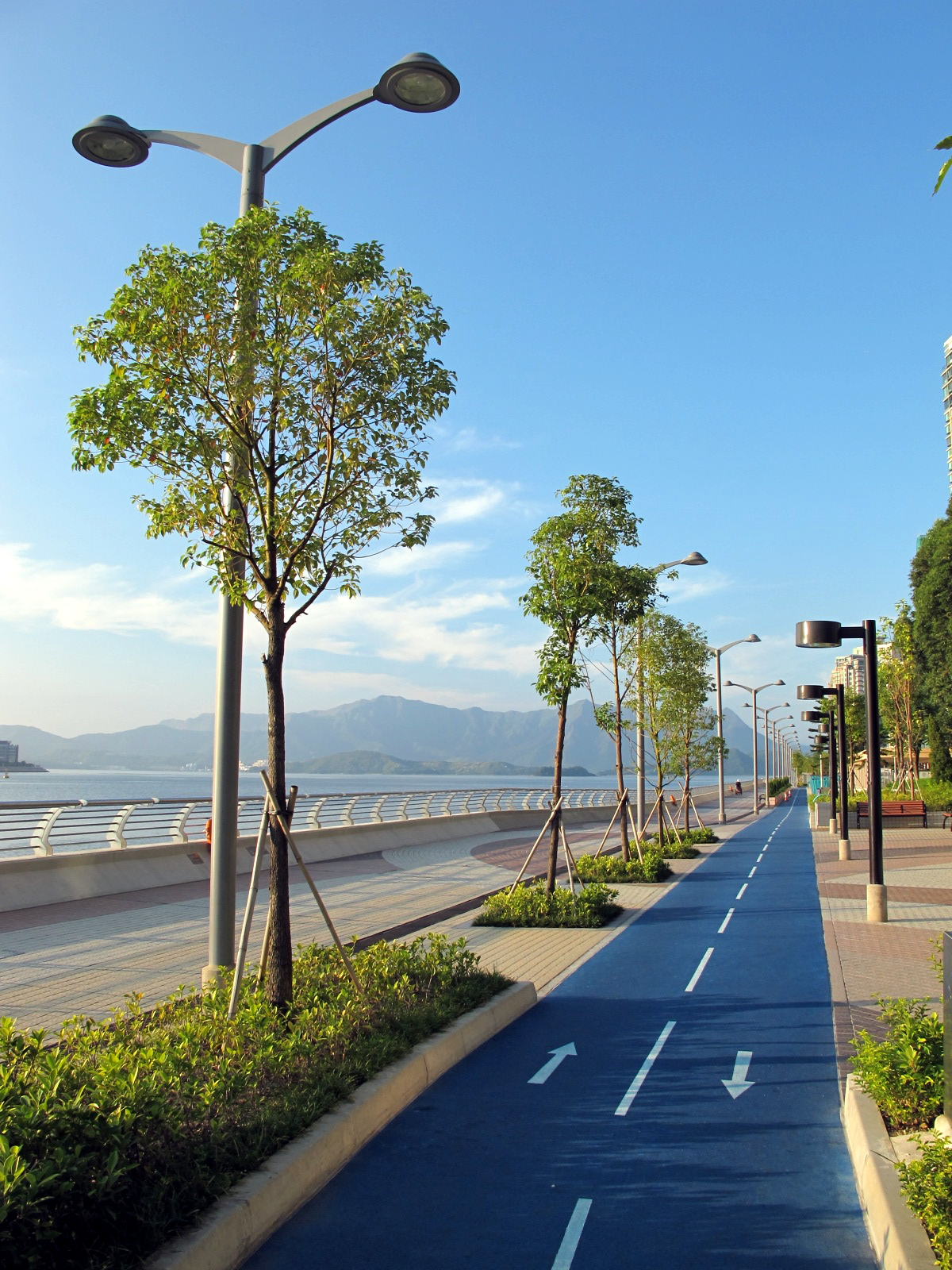
貫穿南部長廊的緩跑徑

長廊種植850棵樹、115,000叢灌木及闢設16,000平方米草地，一個簕杜鵑園，並提供不同康樂設施，包括：
1. 一條行人徑連緩跑徑，並設有適合不同年齡人士使用的健身站；
2. 一個廣闊園景區，建有多項休憩設施，包括太極場、足健徑、長者健身園地和一條長約30米的寵物通道；
3. 為不同年齡組別的兒童而設的兒童遊樂場，設施亦結合自然科學和環保教育元素；
4. 輔助設施包括洗手間、貯物室、上落客貨區和單車泊車位等。

長廊內設有3支可為部分地燈供應電力的風力發電機，以及兩盞太陽及風能燈。

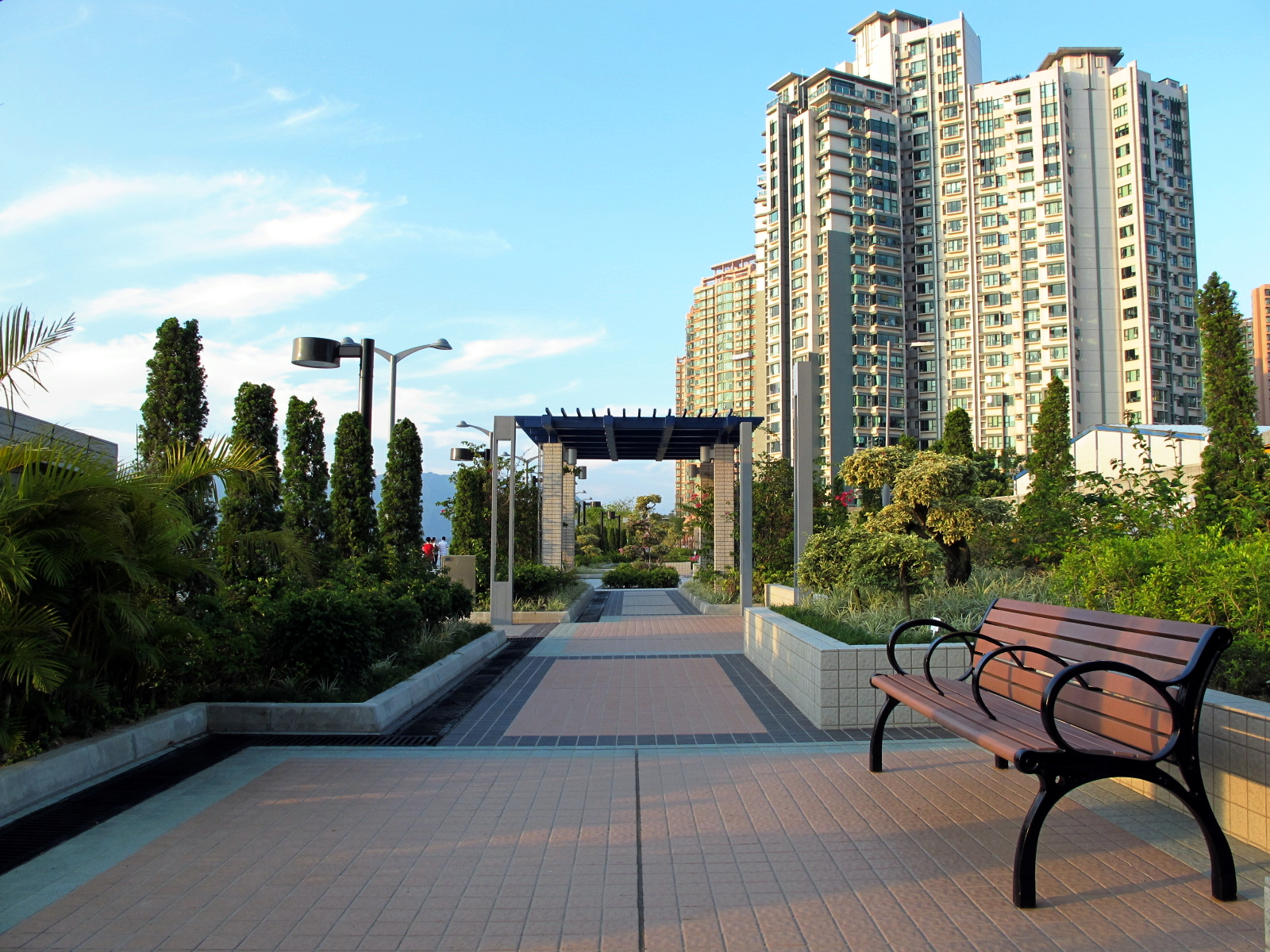
園景區
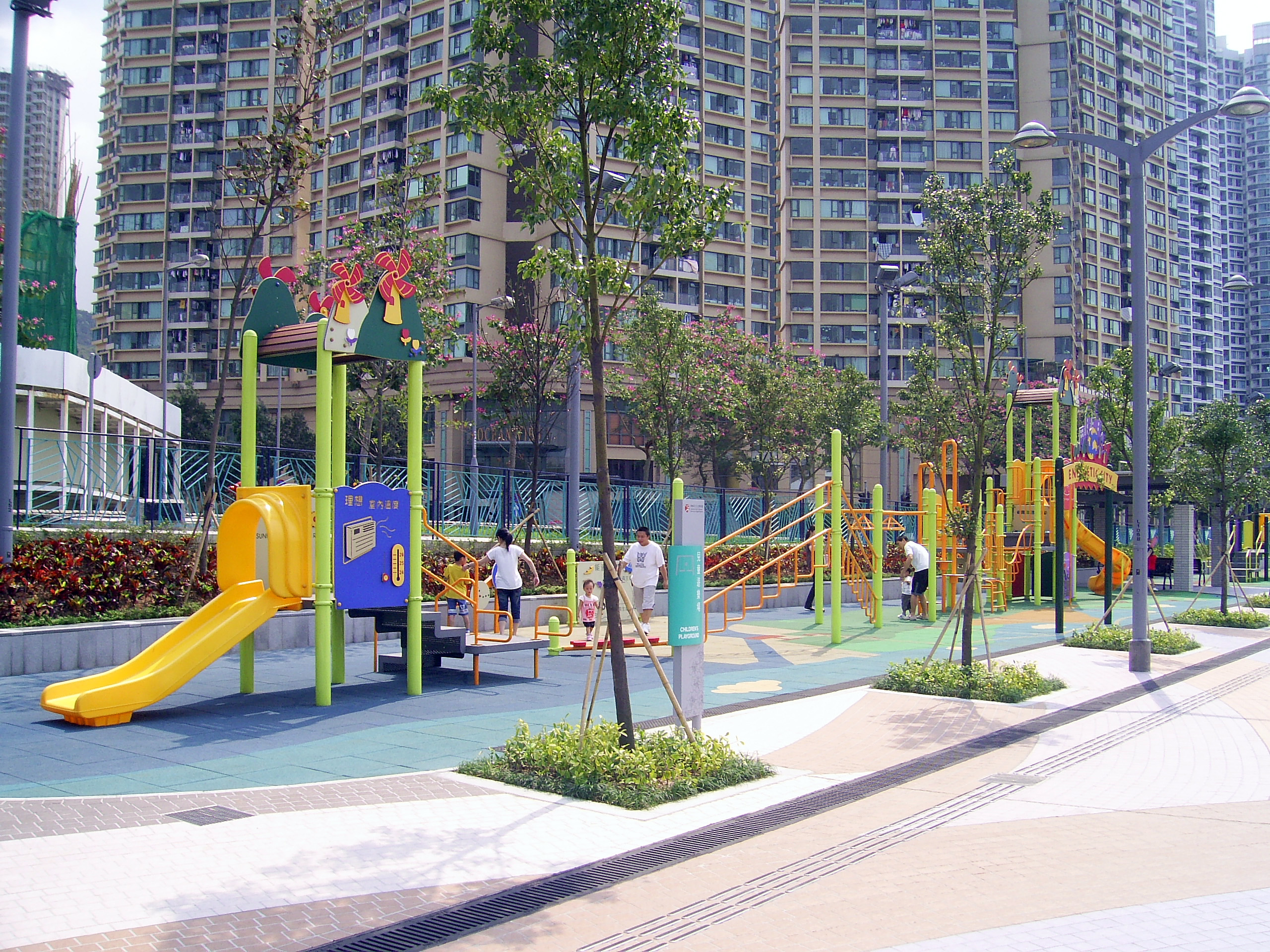
兒童遊樂場
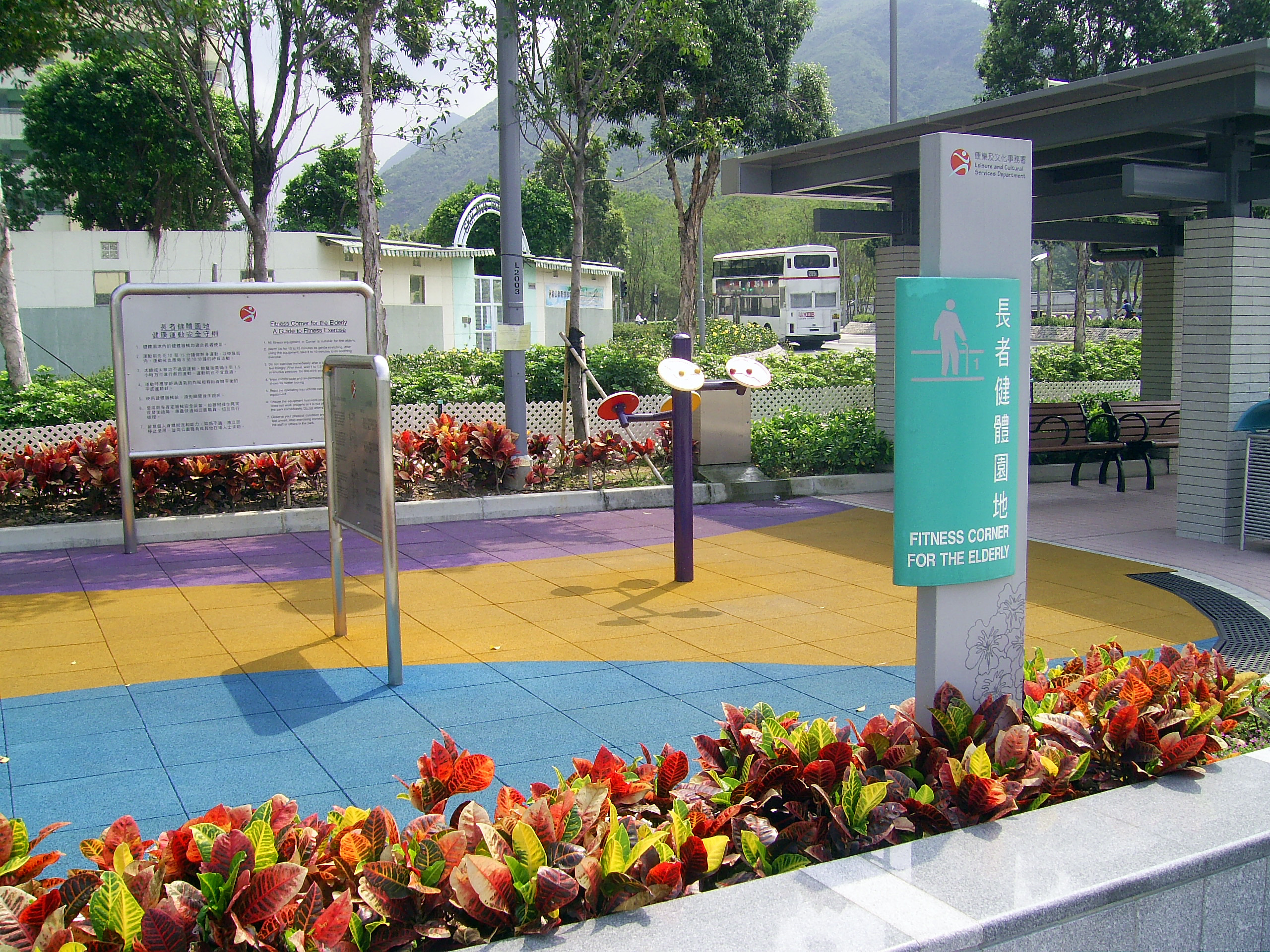
長者健體園地
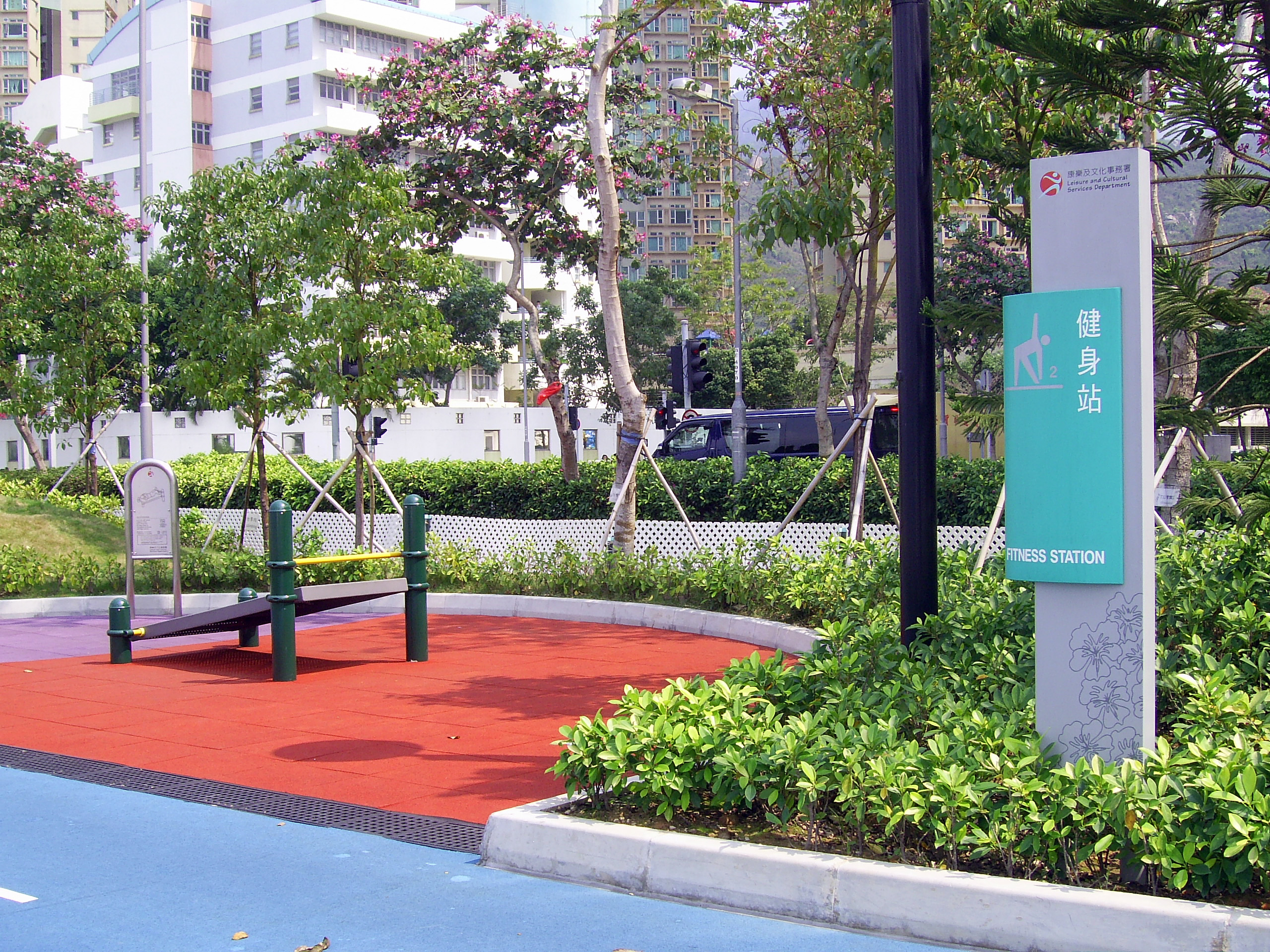
健身站
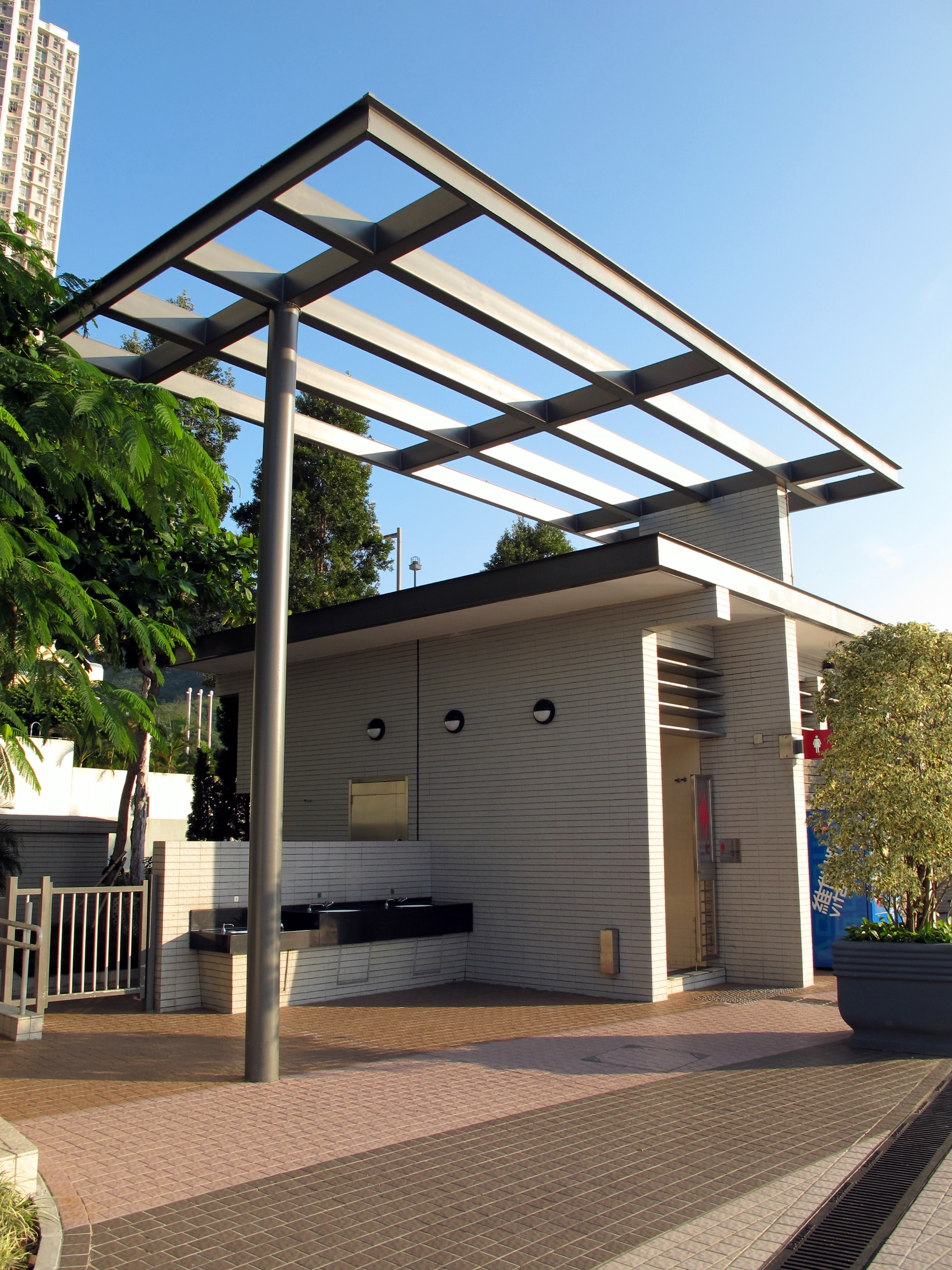
洗手間

## 爭議

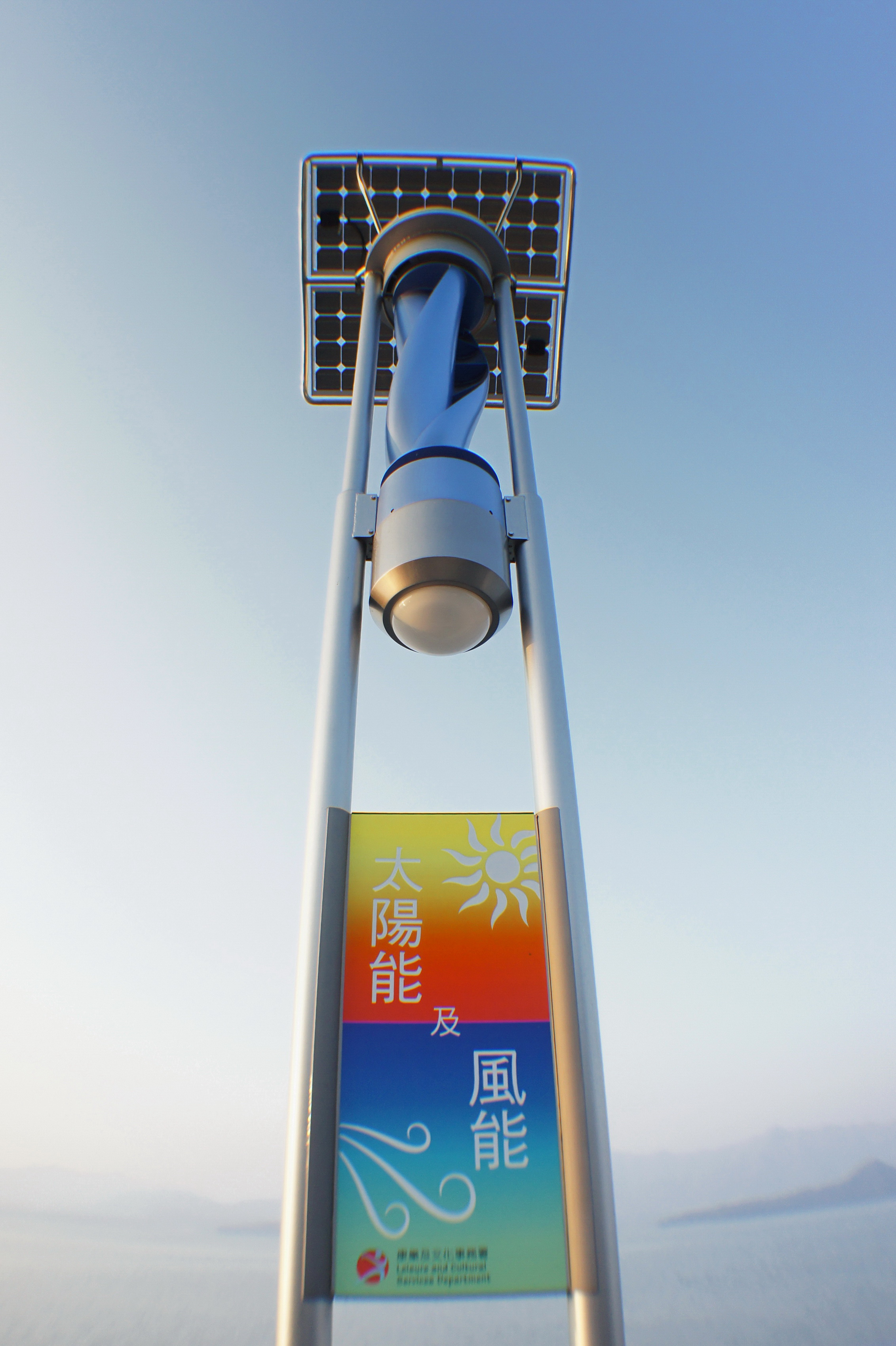
海濱長廊上的一盞太陽能及風能地燈

### 樹木保育
馬鞍山海濱長廊當初提出工程須移走78棵樹，其中58棵樹移植到別處，以及在工地範圍內重植20棵樹，須移走的樹全非珍貴樹木。工程正式動工時，地盤內原有的300多棵銀合歡，因保育價值低而被連根拔起，而且銀合歡更是「國際自然保育聯盟」(International Union for Conservation of Nature, IUCN) 公佈的世界一百大嚴重危害生態的外來入侵種。但樹木專家、香港大學地理系講座教授詹志勇仍對移樹做法感可惜，表示應發展為半自然式的公園，順其自然由樹木選擇居所，日後維護開支相對較低。該區區議員李立航稱已舉行四次海濱長廊工程居民大會，未聞有人反對移樹。

### 環保節能
海濱長廊緩跑徑建有195支各自距離8米的燈柱，每支使用50瓦慳電膽，為長廊提供基本照明。另外，緩跑徑旁邊的單車徑亦每30米設一照明燈，有記者估計每年電費只4萬港元。康文署回應指會因應實際情况關掉部分燈以達更節省用電。而長廊共設有三組風力發動機，產生的電力供應長廊內指定的發光二極管地燈。

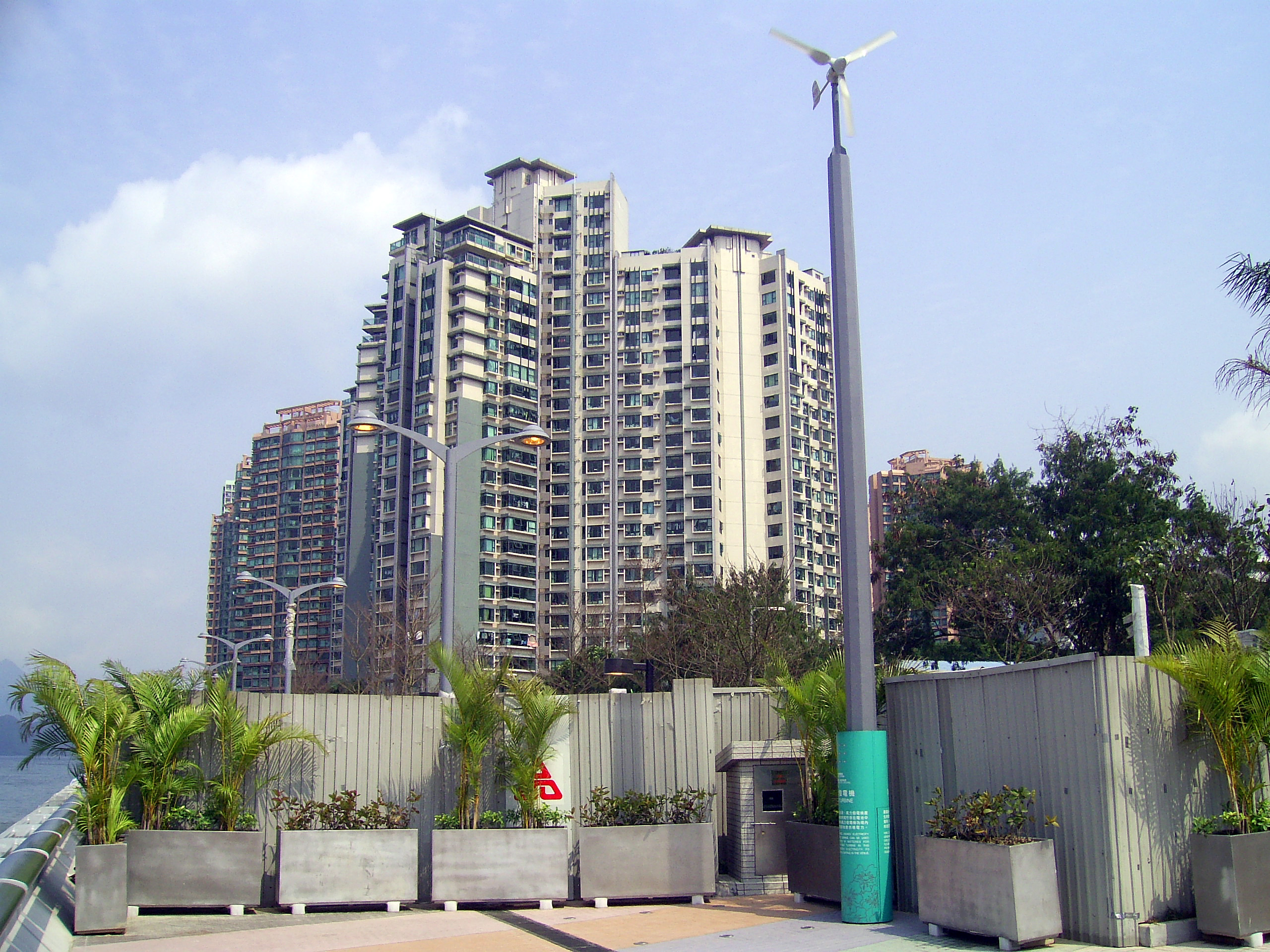
風力發動機

### 海濱長廊跳繩遭管理員阻止
2017年3月，有遊人在海濱長廊靠近樹蔭的位置跳繩，但遭管理員以不甚禮貌的態度阻止，批評海濱長廊的活動愈來愈單一。康文署回覆時表示「康樂場地主要供市民作休憩及康樂用途，只要有關活動不會對其他場地使用者造成滋擾或影響，包括跳繩是歡迎。但市民在場地內進行的活動對其他使用者造成滋擾或影響，職員或外判承辦商的護衛員會作出勸喻。」

## 鄰近設施
- 馬鞍山公園 (香港)

## 外部連結
- 立法會財務委員會：395RO－ 馬鞍山海濱長廊 （页面存档备份，存于）
- 馬鞍山海濱長廊為市民提供休閒及環保教育好去處